# گودرمس
شهر گودرمس (به روسی: Гудермес) در کشور روسیه و در جمهوری چچنستان واقع شده‌است.